# Sons of Aeon
Sons of Aeon ist eine finnische Melodic-Death-Metal-Band aus Jyväskylä, die im Jahr 2010 gegründet wurde.

## Geschichte
Die Band wurde im Jahr 2010 von Swallow-the-Sun-Schlagzeuger Pasi Pasanen, den Ghost-Brigade-Gitarristen Wille Naukkarinen und Tommi Kiviniemi, bei Sons of Aeon als Bassist tätig, gegründet. Als Sänger kam Code-for-Silence-Mitglied Tony Kaikkonen und als weiterer Gitarrist Tapio Vartiainen hinzu. Im Jahr 2013 veröffentlichte die Band ihr selbstbetiteltes Debütalbum bei Lifeforce Records.

## Stil
Die Musik wird als „eine moderne Art von Melodic Death Metal“ beschrieben, wobei auch teilweise Einflüsse aus dem Stoner- und Doom-Metal verarbeitet werden.

## Diskografie
- Sons of Aeon (Album, 2013, Lifeforce Records)